# Uroleucon orientale
Uroleucon orientale är en insektsart. Uroleucon orientale ingår i släktet Uroleucon och familjen långrörsbladlöss. Inga underarter finns listade i Catalogue of Life.